# Liriomyza infuscata
Liriomyza infuscata este o specie de muște din genul Liriomyza, familia Agromyzidae, descrisă de Erich Martin Hering în anul 1926.
Este endemică în Germania. Conform Catalogue of Life specia Liriomyza infuscata nu are subspecii cunoscute.